# Spider-Man 2: Enter Electro
Не слід плутати зі Нова Людина-павук 2. Висока напруга
Spider-Man 2: Enter Electro (укр. Людина-павук 2: Поява Електро) — відеогра 2001 року про пригоди супергероя Людини-павука, яка є продовженням гри Spider-Man 2000 року. Цього разу супергероєві доведеться вступити у битву з Електро, німецьким суперлиходієм, який намагається зруйнувати місто та захопити світ.

## Список персонажів
- Людина-павук — головний герой гри.
- Шокер — союзник Електро.
- Твердолобий
- Піщана людина
- Ящір
- Електро — головний бос гри.
- Гіпер-Електро
- Звір — з'являється на першому рівні.
- Професор Ікс і Роуг — з'являються в режимі тренування.